# لويس ألبرتو لا كاليي بو
لويس ألبرتو أباريسيو اليخاندرو لاكاليي بو، (بالإسبانية: Luis Alberto Alejandro Aparicio Lacalle Pou) معروف ب لا كاليي بو (مولود في مونتفيديو ، 11 من أغسطس من 1973 ) هو الرئيس المنتخب للأوروغواي، محام، من الحزب الوطني المعروف أيضا باسم حزب (بلانكو) الابيض وهو ائتلاف من الاحزاب الوسط ، يمين الوسط وواليمين
ابن الرئيس السابق لويس ألبرتو لاكاليي ، تم انتخابه نائبا من قبل الحزب الوطني في عام 1999 ، ممثلا دائرة Canelones كانيلونس وأعيد انتخابه في عامي 2004 و 2009. وهو حاليًا عضو مجلس الشيوخ منذ عام 2015 تخرج من الجامعة الكاثوليكية في أوروغواي في عام 1998 للحقوق .
في الانتخابات الأولية التي أجريت في 1 يونيو 2014 ، اختير لاكالي بو كمرشح عن الحزب الوطني للانتخابات الرئاسية في أكتوبر، بعد هزيمته من قبل Tabaré Vázquez . في الدورة الثانية من الانتخابات .
في انتخابات 2019 ، ترشح من جديد لرئاسة الأوروغواي، وانتخب في الجولة الثانية، متغلبًا على المرشح الرسمي اليساري دانييل مارتينيز فيلاميل . أدى انتصار لاكالي بو إلى إنهاء دورة استمرت 15 عامًا لحكم حكومات يسار الوسط في البلاد.

## وصلات خارجية
- الموقع الرسمي